# SMIL
 (енгл. Synchronized Multimedia Integration Language) je, preporuka W3C-a (енгл. World Wide Web Consortium), jezik za obeležavanje (енгл. markup language) koji služi za opisivanje multimedijalnih prezentacija.
Može se, između ostalog, koristiti za kreiranje prezentacija sa slajdovima (Internet odgovor na Power Point);
- Prezentacije mogu da kombinuju različite tipove multimedijalnog sadržaja (tekst, video, audio, itd.);
- Moguće je istovremeno prikazivanje različitih multimedijalnih datoteka koje dolaze sa različitih Veb servera;
- Prezentacije mogu da sadrže veze sa drugim SMIL prezentacijama;
- Prezentacije mogu da sadrže kontrolnu dugmad (stop, start, next, ...);
- Moguće je definisanje redosleda prikazivanja elemenata prezentacije kao i dužine trajanja njihovog prikazivanja;
- Moguće je definisanje pozicije na kojoj će se prikazivati odgovarajući elementi prezentacije.[1]

SMIL je napisan u XML-u i ima sličnosti sa HTML-om.

## Verzije
Od 2008. godine, aktuelna verzija standarda je SMIL 3.0.

### 1.0
1.0 postaje  preporuka u junu 1999.

### 2.0
2.0 je od avgusta 2001. W3C preporuka. Predstavio je strukturu modularnog jezika koji olakšava integraciju SMIL semantike na drugim jezicima baziranim na XML-u. Osnovne animacije i vremenski moduli su integrisani u skalabilnoj vektorskoj grafici (SVG) i SMIL moduli formiraju osnovu za tempirani tekst (енгл. Timed Text). Modularna struktura omogućila je da se definiše standardni SMIL profil jezika, XHTML + SMIL jezički profil sa zajedničkom sintaksom i standardizovanom semantikom.

#### 2.1
2.1 postaje  preporuka u decembru 2005. Uključuje mali broj ekstenzija na osnovu praktičnog iskustva prikupljenog koristeći SMIL prilikom korišćenja -a na mobilnim telefonima.

### 3.0
3.0 postaje  preporuka u decembru 2008. Prvi put je prikazan u fazi razvoja 21. decembra 2006. Poslednja ispravka implementirana je 6. oktobra 2008.

## Autorski alati
Autorski i rendering alati za smilText i SMIL 3.0 PanZoom funkcionalnost:
- -{Fluition, Confluent Technologies
- Ezer, SMIL Media
- Grins, Oratrix
- GoLive6, Adobe
- Hi-Caption,}- alat za snimanje, razvio ga je -{Hisoftware
- HomeSite, Allaire
- JM-Mobile Editor}-, za mobilne uređaje koristi SMIL i J2ME tehnologije
- nelinearni DV editor za GNU/Linux. Koristi IEEE-1394 za snimanje.
- je  autorski alat, sa podrškom za SMIL 1.0 i SMIL 2.0.
- , alat za snimanje
- , za elektronsko učenje
- -{MMS Simulators list
- Perly SMIL, SMIL 1.0 Perl}- modul
- , alat je PowerPoint makro koji pretvara PowerPoint prezentaciju u SMIL prezentaciju.
- -{RealSlideshow Basic, RealNetworks
- SMIL Composer SuperToolz, HotSausage
- Smibase}-, paket softvera za servere
- -{SMIL Editor V2.0, DoCoMo
- SMILGen, RealNetworks
- SMIL Scenario Creator, KDDI
- SMIRK presentation}-, autorski alat za lako prebacivanje slajdova u -{SMIL 2.0, SMIL 1.0, XHTML + SMIL, HTML 4.01.
- SMOX Pad}- i SMOX Editor, za SMIL i -{HTML+Time.
- SMG}- je autorski alat za PDA, BREW, mobilne telefone i PC. Razvio ga je -{Smilmedia
- TAG Editor 2.0, Digital Renaissance
- Tagfree 2000 SMIL Editor
- Toolkit for MPEG-4 from IBM,}- pravi MPEG-4 od sadržaja napravljenog u XMT-O (zasnovano na sintaksi i semantici SMIL-a 2.0).
- alat za transkribovanje
- -{VeonStudio, Veon
- Validator: SMIL 1.0, SMIL 2.0, SMIL 2.0 Basic and XHTML+SMIL, CWI.
- 3TMAN}- pruža mogućnost lakog pravljenja kompleksnih multimedijalnih projekata kao i eksportovanje projekata u Html+time i/ili SMIL formate

## dokumenta
dokument je slične strukture kao HTML dokument, oba su najčešće podeljena u neobavezni <head> odeljak i neophodan <body> odeljak. Odeljak <head> sadrži informacije o izgledu kao i meta informacije, dok odeljak <body> sadrži informacije o vremenu, obično se sastoji od tri glavna taga - sekvencijalni ("<seq>", енгл. simple playlists), paralelni ("<par>", енгл. multi-zone/multi-layer playback) i ekskluzivni ("<excl>", енгл. event-triggered interrupts). SMIL ukazuje na medija-sadržaje pomoću -a, što im omogućava da budu pristupačni iz više različitih prezentacija i da se nalaze na različitim serverima radi boljeg rasporeda opterećenja.
Za planiranje reprodukcije, SMIL podržava ISO-8601 wallclock() date/time specifikaciju da definiše begin/end događaje.

### Ekstenzije
fajlovi imaju .smi ili .smil ekstenziju. Međutim, "SAMI" fajlovi i Macintosh "self mounting image" fajlovi takođe imaju ekstenziju .smi, što može uzrokovati nejasnoće. Zbog toga, SMIL fajlovi obično koriste .smil ekstenziju da bi izbegli konflikte.

## Kombinacija-a i ostalih standarda baziranih na-u

### + SVG
je jedan od tri načina na koji se SVG animacija može postići (druga dva su Javascript i CSS animacije).

### ili drugi metodi veb sindikacije
Iako su RSS i Atom metodi veb sindikacije, sa Former-om koji je popularniji kao metod sindikacije za podkastove, SMIL može biti koristan kao skripta ili plejlista koja povezuje parčiće multimedijalne celine koji, onda, mogu biti spojeni pomoću RSS-a ili -a . Osim toga, kombinacija SMIL fajlova sa RSS ili Atom sindikatom bi mogla gluvima da omogući pristup podkastovima kroz titlove tempiranog teksta. Takođe je moguće pretvoriti multimediju u hipermediju koja se može povezati sa nekom drugom audio i video multimedijom.

### i
se može kombinovati sa SMIL-om da bi se obezbedilo sekvencijalno čitanje stranica ili slajdova u glasovnom pretraživaču, dok kombinovanje SMIL-a sa MusicXML-om omogućava stvaranje sekvenci muzičkih uzoraka koje se veoma lako mogu kombinovati. Kombinovanje SMIL-a i VoiceXML-a ili SMIL-a i MusicXML sa RSS-om ili Atom-om može biti korisno za stvaranje pseudo-podkastova sa ugrađenim hipervezama, a kombinovanjem SMIL-a i SVG-a sa VoiceXML-om i/ili MusicXMLom može se kreirati animacija vektorske grafike sa automatski omogućenim zvukom i ugrađenim hipervezama.

### 
je predviđen za korišćenje unutar TEI dokumenata.

## Status-a
je implementiran za mobilne uređaje i takođe je stvorio MMS koji je multimedijalni ekvivalent SMS-u.
SMIL je takođe jedna od osnovnih tehnologija koje se koriste za napredne interakcije HD DVD-a.
Digitalna signalizacija prihvata SMIL kao sredstvo upravljanja dinamičkim reklamama na javnim mestima.
Internet video sajt Hulu koristi SMIL kao deo tehnologije za reprodukciju medija.

## Plejeri

### Softver
Najčešće se koriste veb pregledači koji imaju ugrađenu podršku
za SMIL. Drugi softver koji može da reprodukuje SMIL uključuje:
-{
- Adobe Media Player
- Amarok
- Helix Player
- QuickTime Player
- RealPlayer
- Totem
- Windows Media Player}- (Plejliste)
- (Plejliste)

### Hardver
-{
- IAdea XMP-300 media player
- SpinetiX HMP100 Hyper Media Player
- SpinetiX HMP130 Hyper Media Player
- SpinetiX HMP200 Hyper Media Player
- Thomson/Grass Valley MediaEdge-3 player
- ViewSonic NMP-550 media player
- ViewSonic EP1020r wireless display+player}- (podržava podgrupu SMIL-a)-{
- Innes DMC200 media player
- Innes DME204 media player}- sa ugrađenim HD H264 enkoderom

Medija plejeri koji su zasnovani na posvećenom čipu za 1080p dekodiranje kao što je Sigma Designs 8634 procesor imaju ugrađene SMIL plejere.

## Literatura
- van der Heijden, Dennis (25. 5. 2007). „SMIL Standards and Microsoft Internet Explorer 6, 7, and 8”. Axistive. Архивирано из оригинала 3. 6. 2007. г. Приступљено 22. 11. 2013.

## Spoljašnje veze
-{
- W3C's SMIL Web Site
- SMIL 3.0 (W3C Recommendation)

}-